# JSR Corporation
Antiguamente llamada Japan Synthetic Rubber, JSR Corporation es una empresa química japonesa.
Tradicionalmente especializada en la producción de caucho sintético, JSR se ha diversifcado en los últimos años a otros tipos de productos químicos.